# Pierre Clastres
Pierre Clastres (París, 17 de mayo de 1934 — 29 de julio de 1977) fue un antropólogo y etnólogo francés. Fue director de investigaciones en el Centre National de la Recherche Scientifique (CNRS) de París, y miembro del Laboratoire d'Anthropologie sociale du Collège de France. Adherido a la ideología anarquista y tuvo una activa participación en los sucesos conocidos como el Mayo francés.

## Biografía
Filósofo por formación, se interesó por la antropología americanista bajo la influencia de Claude Lévi-Strauss y Alfred Métraux. Inmediatamente vuelca su obra a raíz del Discurso sobre la servidumbre voluntaria de Étienne de La Boétie con el que se identifica.
- Pierre Clastres realizó investigaciones de campo. Pasó el año 1963 con indios guayakí o aché del Paraguay. En 1965, estuvo en una misión con los guaraníes, nuevamente en el Paraguay. Llevó a cabo en 1970 una estancia de corta duración entre los yanomami con su colega Jacques Lizot. Por último, se quedó brevemente en 1974 en la región guaraní de Brasil.
- 1974: fue investigador en el Centre National de la Recherche Scientifique, y publica los artículos de La société contre l'État.
- 1975: se le nombra director de estudios en la quinta sección de la École Pratique des Hautes Études.
- 1977: murió prematuramente en un siniestro de tráfico dejando su obra incompleta y dispersa, que más tarde fueron publicados en el libro Investigaciones de antropología política (editado en español por Editorial Gedisa, 1981).

## Trabajos
En su obra más conocida, La sociedad contra el Estado, Clastres critica los conceptos que a los evolucionistas les gustaría que el Estado organizara bajo la finalidad de toda sociedad y que Rousseau expresaba con «la inocencia natural del hombre». De este modo, paradójicamente, expulsa el Estado del lugar central que ocupa, mientras que en la antropología política para reorientar la problemática de su aparición en torno al concepto de poder coercitivo. Sin embargo, como confiesa su viuda Hélène Clastres, la Sociedad contra el Estado no es posible de situar precisamente en la historia sino que es más bien una idea que permite reflexionar, como el Contrato Social de Rousseau cuyo texto nadie pretende encontrar. El conocimiento de este concepto de poder es innata en cada sociedad, lo que explica la tendencia natural del hombre para preservar su autonomía. Las sociedades están hechas, por lo tanto, como las estructuras de una compleja red de normas que impiden activamente la expansión de un poder déspota y autoritario. En cambio, la Legislatura del Estado, mientras, es un poder jerárquico que legitima, especialmente en las sociedades que no han podido mantener los mecanismos naturales que le impiden adoptar esta forma. Contrasta las grandes civilizaciones andinas con las pequeñas unidades políticas formadas por los caciques del Amazonas, cuyo cuerpo social está continuamente en movimiento para evitar que el líder transforme su prestigio en poder.
La obra de Pierre Clastres quedó trunca por su muerte prematura. Su primer libro fue publicado en 1972 la Crónica de los indios guayakí. En 1974, tres años antes de su muerte, publica sus dos últimos libros publicados en vida: La Sociedad contra el Estado, su obra teórica más conocida por un lado, y por el otro, Le Grand Parler, una recopilación de cantos sagrados de los Guaraníes. Esta obra menos conocida fue sin embargo muchas veces traducida. Algunas traducciones al portugués y al español contienen errores considerables, como lo señala un artículo que además se interesa en una polémica acusación de plagio contra Clastres. Además, se mencionó que si bien Le grand Parler (o La palabra luminosa en  español) fue considerado a menudo como una simple recopilación de mitos guaraníes traducidos al francés, el antropólogo paraguayo Ruiz Zubizarreta, demuestra que Clastres hace de estos textos el eco del discursos de los profetas precolombinos que según Clastres anunciaban la llegada del Estado y poder coercitivo y llamaban a evitarlo lanzando la sociedad a la búsqueda de la tierra sin mal.  En su trabajo sobre las traducciones de Pierre Clastres, el antropólogo paraguayo muestra que su predecesor francés depuró los textos guaraníes de toda influencia cristiana y colonial.
En el artículo titulado Arqueología de la violencia: la guerra en las sociedades primitivas, Clastres estudió el carácter estructural y político de la actividad bélica y su lógica centrífuga de dispersión en la sociedad primitiva, refractaria a cualquier tipo de división social y de acumulación de poder.Una de sus principales contribuciones a la antropología fue su crítica a la visión evolucionista según la cual las sociedades estatales o jerárquicas son más desarrolladas que el tipo de sociedades a las que irónicamente se llama «sociedades primitivas».

## Pensamiento
Clastres define a las sociedades primitivas como aquellas que rechazan la aparición de un órgano de poder separado del seno de la sociedad, sociedades «sin Estado. Sin fe, sin ley, ni rey». 
Clastres se propuso demostrar la falsedad de la idea de que todas las sociedades necesariamente evolucionen desde un sistema «tribal», «comunista» e «igualitario»" a sistemas jerárquicos y finalmente a sistemas estatales. Fue crítico con el marxismo y la antropología económica en general argumentando que en las sociedades primitivas existe un predominio de la esfera política por encima de la económica. 
Probablemente su aporte teórico más importante fue la acuñación de la categoría analítica de «deuda». Para Clastres las sociedades primitivas imponen una deuda permanente al líder o jefe tribal, de manera tal que le es imposible transformar su prestigio en poder separado de la sociedad. Al surgir el Estado se produce una inversión de la deuda mediante la cual las sociedades estatales afirman que el pueblo se halla permanentemente en deuda con sus soberanos.
Según sus investigaciones, las sociedades no jerárquicas poseen mecanismos culturales que impiden activamente la aparición de figuras de poder, sea aislando a los posibles candidatos a jefe, sea descartando completamente el mando y creando en cambio jefes con poder de aconsejar, con autoridad limitada a actividades rituales o a hablar en nombre de una ley ancestral inalterable. No se produce en tal caso ninguna «evolución» hacia el Estado, sino la reproducción de las formas igualitarias y un movimiento centrífugo de la sociedad contra la jerarquización y la centralización, una guerra contra la estatización. 
Parafraseando a Karl Marx y burlándose de la aplicación universal de las «leyes de la historia», Clastres escribió:

La historia de los pueblos que tienen una Historia es la historia de la lucha de clases. La historia de los pueblos sin Historia es, diremos con la misma verdad, la historia de su lucha contra el Estado.

## Obra
- Crónica de los indios guayakí (1972)
- La sociedad contra el Estado (1974). Última edición en castellano Virus editorial (2010) ISBN 978-84-92559-17-6
- La palabra luminosa: mitos y cantos sagrados de los guaraníes (1974)
- Los marxistas y su antropología (1978)
- Investigaciones de antropología política (1981)
- Arqueología de la violencia: la guerra en las sociedades primitivas (2004) ISBN 950-557-604-8